# Établissements Joya
Les Établissements Joya étaient une usine de chaudronnerie établie à Grenoble, qui s'est progressivement spécialisée dans l'industrie hydraulique.

## Historique
Fondés en 1848 par Charles Joya à Vizille, les Établissements Joya étaient initialement une chaudronnerie industrielle, productrice de divers équipements industriels, notamment des alambics de cuivre pour les distilleries de la région. Par la suite déplacée à Grenoble dans le quartier Berriat, la société a participé à l'essor de l'industrie hydroélectrique dans la région à la fin du dix-neuvième siècle sous l'impulsion de Joanny Joya.
En 1910, l'entreprise comptait environ 400 ouvriers.
Pendant la première guerre mondiale, l'entreprise convertit ses productions pour les besoins de l'industrie de guerre, dans un contexte économique protégé et très rentable. Au retour de la paix, l'entreprise, mal préparée à la concurrence et à la crise économique, périclite progressivement jusqu'en 1926, date de son rachat par les Établissements Bouchayer.

## Localisation
Son premier emplacement, 38 rue Nicolas-Chorier, dit Maison Joya est maintenant considéré comme appartenant au patrimoine industriel local. Malgré cela, une partie des bâtiments industriels ont été démolis au cours du vingtième siècle, notamment pour laisser la place à la Maison des habitants Chorier-Berriat,,. 
Avec les halles Bouchayer-Viallet et les usines A. Raymond elles ont marqué le paysage de ce quartier industriel grenoblois.

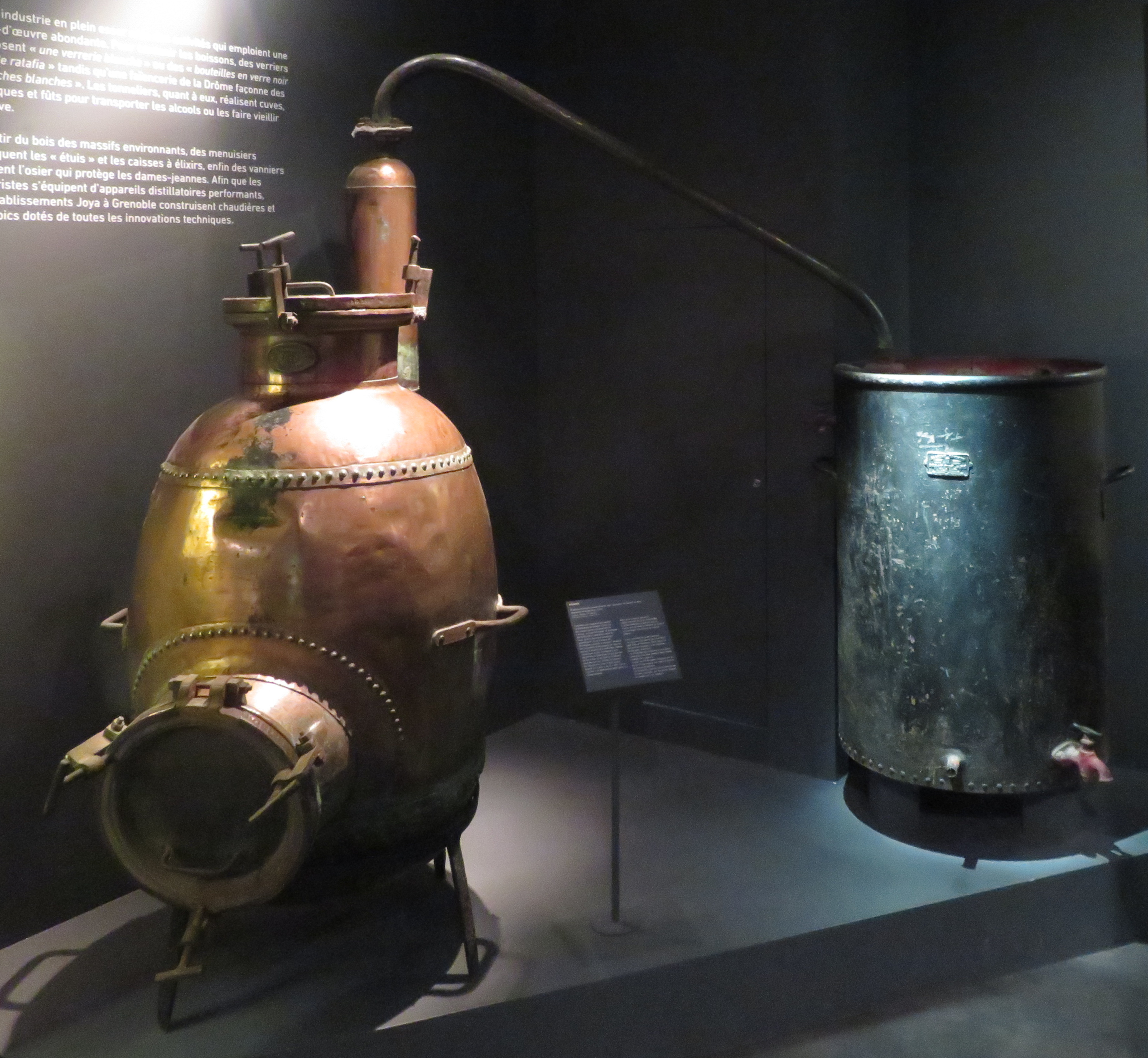
Alambic Joya en cuivre.

## Dirigeants
- Charles Joya, le fondateur des établissements Joya.
- Jean-Joanny Joya (1839-1910)[5], dit Joanny, fils de Charles.
- Régis Joya (1865-1933), fils de Joanny et petit-fils de Charles, ingénieur de l'école centrale de Lyon[6],[7].
- Émile Romanet (1873-1962), co-directeur avec Régis Joya à partir de 1897. Il a instauré dans l'établissement les premières allocations familiales de France, destinées aux employés ayant des enfants de moins de treize ans[8].
- Gabriel Maillet, directeur à partir de 1909[9].